# Autodafé

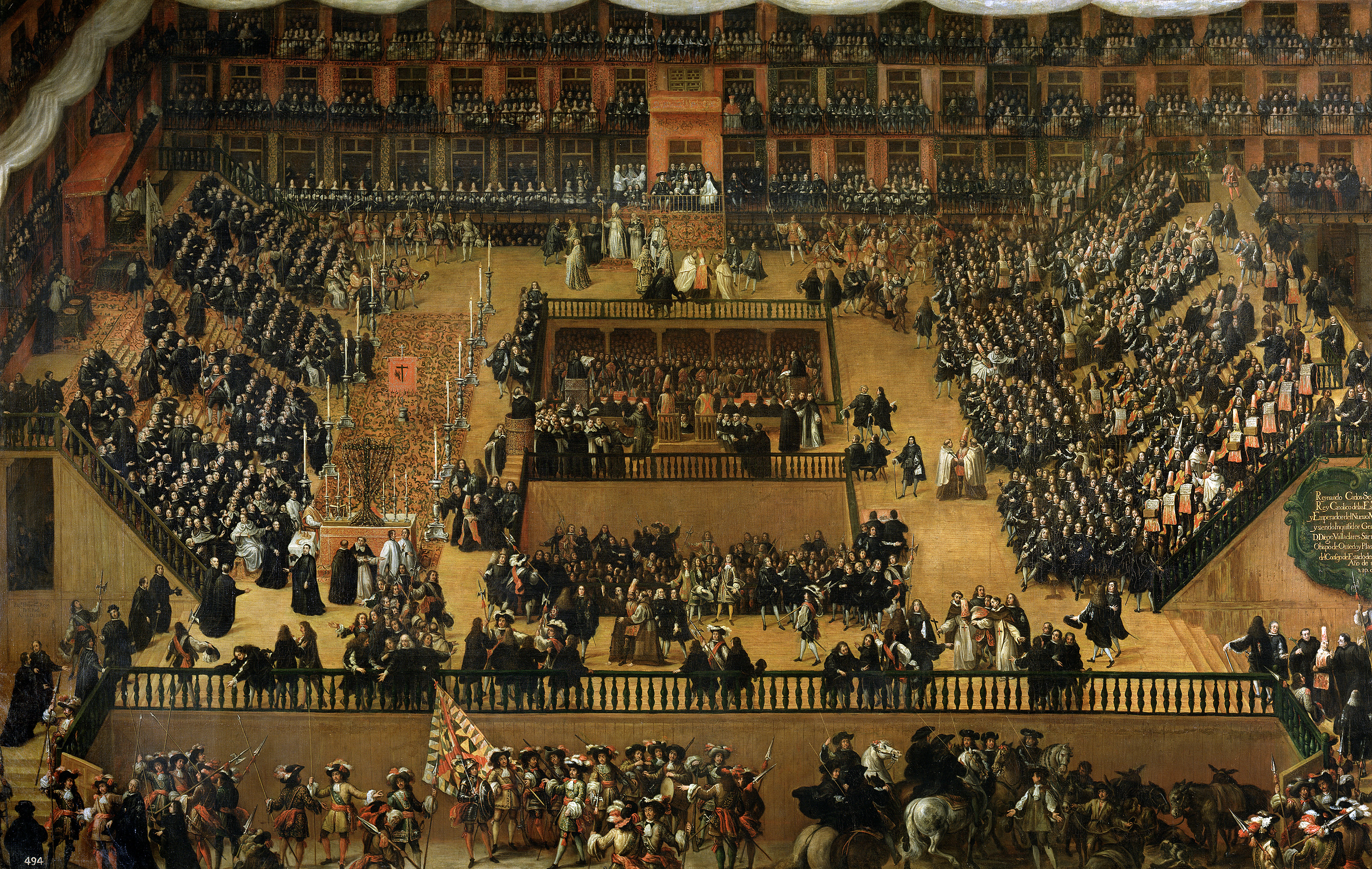
Francisco Rizi Autodafé in Plaza Mayor a Madrid (1683), Museo del Prado

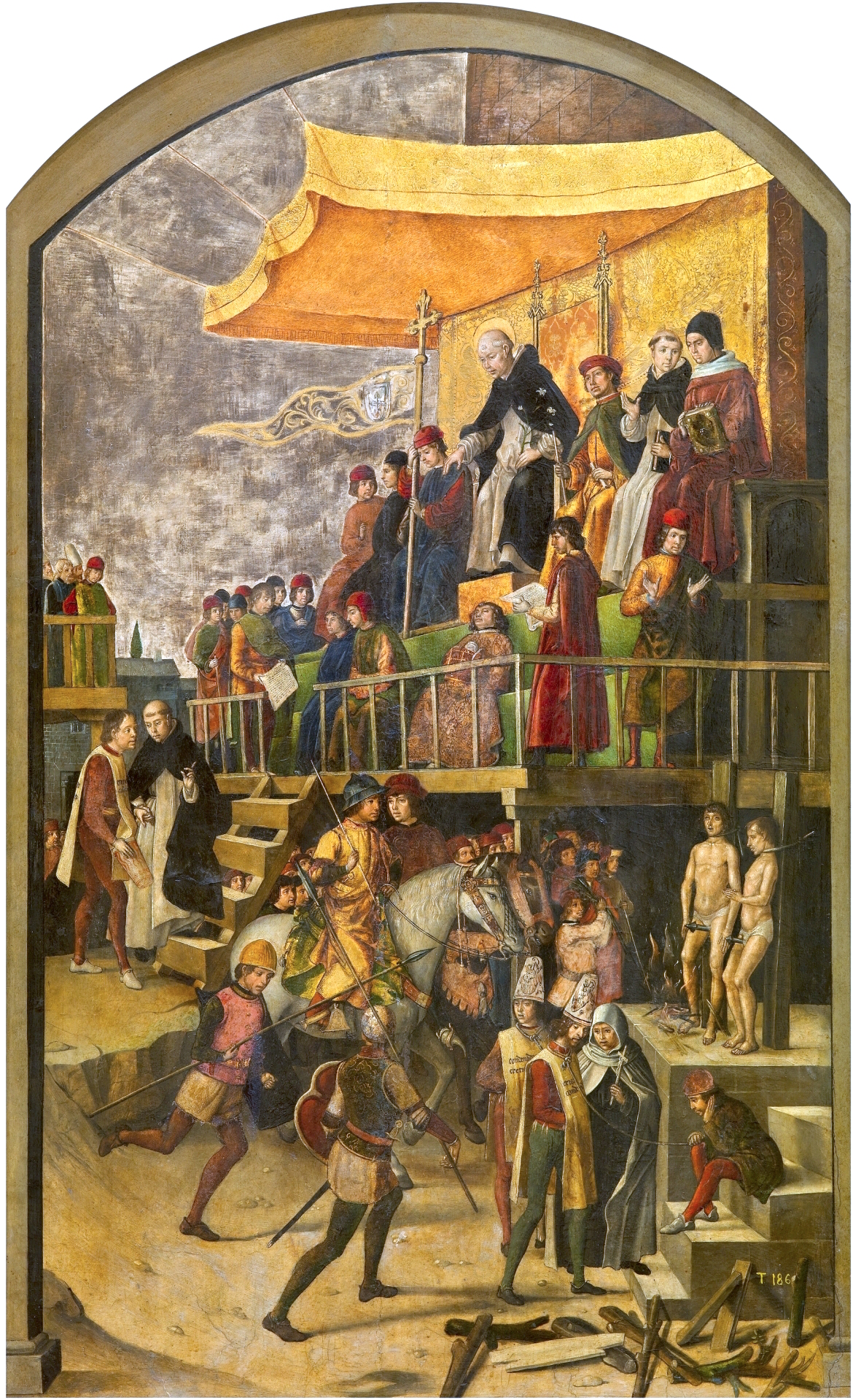
Pedro Berruguete San Domenico di Guzmán presiede a un autodafé (1495), Museo del Prado

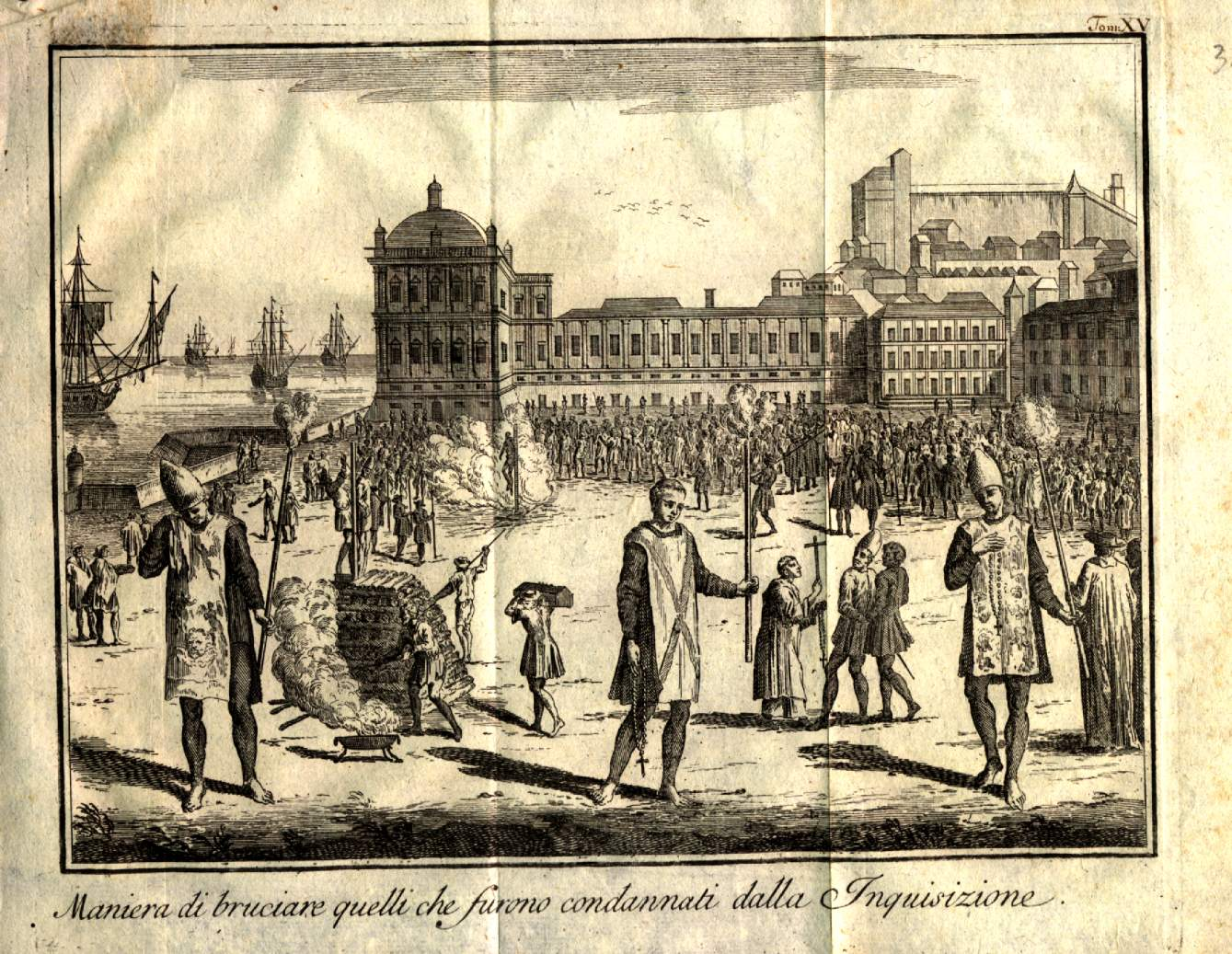
Autodafé dell'Inquisizione iberica

L'autodafé, o auto da fé o sermo generalis, era una cerimonia pubblica, facente parte soprattutto della tradizione dell'Inquisizione spagnola, in cui veniva eseguita, coram populo, la penitenza o condanna decretata dall'Inquisizione. La parola deriva dal portoghese auto da fé (in spagnolo, acto de fe), cioè "atto di fede".

## Storia
Il primo autodafé di cui si ha notizia si svolse a Parigi nel 1242, durante il regno di Luigi IX. La maggior parte di questi cerimoniali fu officiata nella Penisola iberica. La tradizione fu inaugurata dal grande inquisitore Tomás de Torquemada nel 1481 a Siviglia (sei degli uomini e donne che presero parte a questo primo rituale religioso vennero in seguito giustiziati), venendo poi mantenuta fino al XVIII secolo. L'ultimo autodafé pubblico dell'Inquisizione spagnola del quale si ha notizia risale al 1781. In realtà l'ultimo autodafé venne celebrato in Messico nel 1850.
Nel Regno di Sicilia (unito dinasticamente alla Spagna e il cui sovrano era rappresentato da un viceré), vennero organizzati in età moderna degli autodafé; di uno di questi, risalente al 6 aprile 1724, durante il quale furono bruciati vivi Fra Romualdo (al secolo Ignazio Barberi) e suor Gertrude (Maria Cordovana), si ha una relazione dettagliata. Si ha notizia anche di altri autodafé celebrati in Sicilia, uno dei quali viene citato da Vito La Mantia nel suo Origini e vicende dell'Inquisizione in Sicilia. Nell'anno 1732 avvenne l'ultimo "rilassato in persona" (consegnato al braccio secolare per essere bruciato vivo). Francesco Renda, nel suo L'Inquisizione in Sicilia, elenca 114 autodafé celebrati in Sicilia dal 1501 al 1748. Nel periodo della Riforma cattolica tale usanza fu adottata sull'esempio spagnolo anche dal Sant'Uffizio romano dell'Inquisizione generale.
L'Inquisizione in Portogallo godette di poteri limitati, essendo stata istituita nel 1536 ed essendo durata ufficialmente fino al 1821, anche se la sua influenza fu molto indebolita con il governo del Marchese di Pombal, a partire dalla seconda metà del XVIII secolo. Gli autodafé si svolsero anche in Messico, Brasile e Perù: storici contemporanei dei Conquistadores, come Bernal Díaz del Castillo li registrarono. Si svolsero anche nella colonia portoghese di Goa, in India, a seguito dell'istituzione dell'Inquisizione in tale luogo nel 1562-1563.

## Caratteristiche
Un autodafé prevedeva: una messa, preghiere, una processione pubblica dei colpevoli e la lettura della loro sentenza. I condannati venivano trascinati in pubblico con i capelli rasati, vestiti con sacchi (sanbenitos) e berretti da somaro (corazos), o copricapi con la fenditura centrale e condotti a colpi di azotes (sferzate) in numero variabile secondo la sentenza. Le immagini riprodotte sulle vesti del reo indicavano la pena decretata: una croce di sant'Andrea se si era pentito in tempo per evitare il supplizio, mezza croce se aveva subito un'ammenda, le fiamme se condannato a morte. Gli autodafé si svolgevano sulla pubblica piazza e duravano diverse ore, con la partecipazione di autorità ecclesiastiche e civili.
Il condannato che non aveva in alcun modo mostrato di pentirsi (pertinace) o che era già stato in precedenza condannato dall'Inquisizione (relapso) era destinato ad essere arso vivo. Poteva pentirsi in extremis, sia dopo la sentenza sia di fronte al rogo, ma soltanto se non fosse un relapso: in quest'ultimo caso prima di essere arso veniva strangolato o decapitato come atto di clemenza. A chi si presentava per la prima volta spontaneamente e confessava il proprio errore indicando tutti gli eventuali complici (senza tuttavia escludere in ogni caso la tortura) venivano inflitte pene inferiori, come l'esilio, la prigione, la pubblica fustigazione, l'infamante abitello con la croce, ecc. Ai falsi accusatori veniva imposto di cucire sugli abiti due lingue di panno rosso. Le condanne a morte venivano eseguite dalle autorità civili in base alla sentenza dell'Inquisizione.

## Nell'arte
Rappresentazioni artistiche dell'autodafé ritraggono solitamente la tortura e l'esecuzione del condannato sul rogo. Comunque, questo tipo di attività non ebbero mai luogo durante un autodafé,che era in sostanza un atto religioso. Questo in quanto la tortura non veniva amministrata dopo la conclusione di un processo, e le esecuzioni erano sempre portate a termine successivamente e separatamente dalla cerimonia dell'autodafé. Erano inoltre eventi non molto frequenti: nella città di Toledo tra il 1575 e il 1660, ad esempio, se ne contarono "solo" 12.